# Norra Rågattjärnen
Norra Rågattjärnen är en sjö i Ovanåkers kommun i Hälsingland och ingår i Ljusnans huvudavrinningsområde.